# Lester, West Virginia
Lester är en ort i Raleigh County i West Virginia i USA. Vid 2010 års folkräkning hade Lester 348 invånare.